# Blasphemous
Blasphemous (англ. Богохульный) — компьютерная игра в жанре action-платформер и метроидвании, разработанная испанской студией The Game Kitchen и выпущенная Team17 для платформ Windows, macOS и Linux (через Steam), PlayStation 4, Xbox One и Nintendo Switch в 2019 году. Средства на разработку игры были собраны посредством краудфандинга через сайт Kickstarter, причем при изначально запрашиваемой сумме в 50 тысяч долларов США проект игры собрал 333 246 долларов. 

## Игровой процесс
Главный герой игры — Кающийся — воин в остроконечном шлеме, давший обет молчания. Кающийся сражается с врагами с помощью меча; он также может уклоняться и парировать атаки. В течение игры игрок может открыть для Кающегося особые способности, помогающие перемещаться по миру Blasphemous и более успешно сражаться с врагами. Игрок должен следить за уровнем здоровья персонажа — потерянные очки здоровья можно восстановить лишь в особых контрольных точках для сохранения игры или с помощью ограниченного, но возобновляемого запаса фляг с желчью, наподобие «эстуса» в Dark Souls. В случае гибели персонажа он вновь появляется в последней посещенной контрольной точке с полным запасом здоровья, но все ранее убитые враги, за исключением боссов, вновь появляются на своих местах.

## Сюжет
Действие игры разворачивается в вымышленной стране Кастодии, пострадавшей от ниспосланной свыше силы, которую все называют Чудом. Эта сила проявляется в каждом по-разному, иногда благословляя, иногда проклиная. Все жители Кастодии являются глубоко набожными и посвящают свою жизнь молитве, самобичеванию и поклонению Чуду.
Игрок управляет безымянным персонажем — Кающимся — последним выжившим членом Братства Безмолвной Скорби. Как и все члены братства, он носит остроконечный шлем, украшенный колючей проволокой, напоминающей терновый венец. Игра начинается в храме Братства, где среди мертвых тел её членов просыпается Кающийся. На выходе из храма он встречает Деограсиаса, который является в игре рассказчиком истории и проводником главного героя. Деограсиас рассказывает Кающемуся о священной реликвии — Колыбели Скорби, которую Кающемуся нужно найти. Однако попасть к реликвии не так просто: это нужно заслужить, пройдя три ритуала, называемых «унижениями». Кроме того, Деограсиас даёт главному герою шип, который тот должен прикрепить к рукоятке своего меча. Этот шип будет расти по мере прохождения главным героем необязательных подземелий и повлияет на концовку игры.
По ходу игры Кающийся путешествует по различным местам Кастодии, включая разрушающийся город Альберо, снежные холмы с увядающими оливковыми деревьями и оскверненный резервуар, и завершает три унижения. Также по ходу игры игрок слышит монолог его святейшества Эскрибара — руководителя местной правящей церкви, — рассказывающий предысторию игры. Незадолго до этого, Чудо превратило тело Экскрибара в гигантское дерево. В какой-то момент дерево загорелось и горело более 90 дней, оставив большую кучу пепла, на вершине которой возвышался трон Эскрибара. Чудо заставило бесчисленное множество людей попытаться добраться до вершины горы из пепла, но никому этого не удавалось сделать. В качестве наказания Чудо превращало этих людей в монстров (врагов в игре), в том  числе и самого Эскрибара.
Добравшись до главной церкви Матери матерей, Кающийся встречает женщину в доспехах Крисанту, которая является главнокомандующей армии Эскрибара. Между ними начинается сражение, в ходе которого кающийся сильно ранит Крисанту, после чего она сбегает. После этого Кающийся добирается до вершины церкви и вступает в бой с самим Эксрибаром — последним сыном Чуда. Кающийся побеждает Эскрибара, после чего снова встречает Деограсиаса. Деограсиас просит главного героя взобраться на гору из пепла и добраться до Колыбели Скорби. Если герой в течение игры не посетил все необязательные подземелья и не обновил шип на рукоятке меча до последней стадии, то игроку не удастся взобраться на вершину и его поглотит пепел. От тела Кающегося останется только шлем, который подберет Деограсиас и положит среди других шлемов, принадлежащих предшественникам главного героя.
В каноничной концовке Кающийся забирается на вершину горы из пепла и садится на трон Эскрибара, после чего пронзает себя своим мечом, тем самым забрав все грехи жителей Кастодии себе. Тело Кающегося превращается в дерево, тем самым главный герой сам становится Последним сыном Чуда, которому поклоняются жители Кастодии. Однако после титров мы видим как к трону подбирается Крисанта и вытягивает меч из тела Кающегося, намекая на продолжение.

## Разработка
Хотя различные издания описывали Blasphemous как «кровавую метроидванию» в духе Castlevania, Metroid и Dark Souls — вплоть до определения игры как «Dark Souls в 2D», разработчики предпочитали называть игру «нелинейным action-платформером». В интервью сайту Gamereactor арт-директор игры Энрике Кабеса отмечал, что, по замыслу разработчиков, исследование мира в игре должно было быть основано не на приобретении новых способностей для персонажа, как в метроидваниях, а на «чём-то другом, более поэтическом, более странном». На художественный стиль игры повлияли традиции и культура Севильи, Испания — города, где находится студия-разработчик игры, в частности, истории из тех времён, когда этот город был центром деятельности испанской инквизиции.
Российский художник и аниматор Андрей Гогия, работавший над боссами и мирными неигровыми персонажами, отмечал, что значительную часть работы над игрой взял на себя Кабеса — он продумывал мир, писал тексты, сочинял квесты и декорировал уровни в Unity. Сам Гогия работал над игрой удалённо, используя iPad, и рисовал часто пугающие и кровавые анимации в малоуместных обстоятельствах. Многие боссы и персонажи были значительно переработаны, и первоначально созданные для них анимации оказались ненужными — например, персонаж Гемино, прикованный к дереву внутри статуи, напоминающей святого Себастьяна, первоначально был заперт в железной деве, а древообразный босс Тен Пьедад должен был при каждом шаге выдирать из пола врастающие туда корни, подбирать и швырять в игрового персонажа оторванную голову статуи. Чтобы спланировать анимацию этого босса, Гогия сделал его фигурку из пластилина и проволоки, а также пытался ходить с привязанными к ногам гантелями, изучая собственную походку. По словам Гогии, разработчики не ставили перед собой цели критиковать или высмеивать католическую религию — они скорее вдохновлялись культурой Севильи, традиции и история которой намертво переплетены с религией. Первоочередным источником вдохновения была эстетика празднования Святой Недели в Севилье, завораживающего истовостью участников; использовались также и другие источники — античные артефакты, наследие инквизиции, древние испанские городские легенды, иногда малопонятные иностранцам: так, торговка Канделария в оригинале разговаривает фразочками из народных испанских песенок. Мирный орден целователей ран, с которым сталкивается игровой персонаж, был вдохновлен описаниями Франциска Ассизского из «Цветочков»
Бесплатное дополнение под названием The Stir of Dawn было добавлено в Blasphemous 4 августа 2020 года. Оно добавило в игру режим True Torment — «новой игры плюс», повторного прохождения с уже открытыми в первом прохождении предметами и способностями, но против более сильных и опасных врагов; новые задания и пять боссов-«Аманесид», более сложных, чем боссы оригинальной игры. Добавленные в The Stir of Dawn «покаяния» представляют собой дополнительные режимы сложности, которые игрок может по своей воле использовать при перепрохождении игры.

## Отзывы и продажи
| Сводный рейтинг    | Сводный рейтинг                                         |
| Агрегатор          | Оценка                                                  |
| ------------------ | ------------------------------------------------------- |
| GameRankings       | 77,64 %                                                 |
| Metacritic         | 77/100 (Win) 82/100 (XONE) 78/100 (PS4) 77/100 (Switch) |
| Иноязычные издания |                                                         |
| Издание            | Оценка                                                  |
| Destructoid        | 8/10 (Switch)                                           |
| Eurogamer          | «Рекомендовано»                                         |
| IGN                | 7/10 (Switch)                                           |
| Nintendo Life      | 9/10 (Switch)                                           |

По данным агрегатора Metacritic, Blasphemous получила «в целом благоприятные» отзывы прессы. В марте 2021 года продажи игры на всех платформах превысили 1 миллион копий.

## Внешние ссылки
- blasphemousgame.com — официальный сайт Blasphemous